# Melittacanthus divaricatus
Melittacanthus divaricatus är en akantusväxtart som beskrevs av Spencer Le Marchant Moore. Melittacanthus divaricatus ingår i släktet Melittacanthus och familjen akantusväxter. Inga underarter finns listade i Catalogue of Life.